# 타티야나 프로로첸코
타티야나 프로로첸코(러시아어: Татьяна Пророченко, 우크라이나어: Тетяна Пророченко 테탸나 프로로첸코[*], 1952년 3월 15일 소련 베르댠스크 ~ 2020년 3월 11일)는 주로 400m 경기에 참가한 우크라이나의 육상 선수이다.
프로로첸코는 자포리지아 VSS 콜로스에서 훈련을 받았으며, 1976년 몬트리올 올림픽에 참가하여 400m 계주에서 자신의 동료 팀 류드밀라 마슬라코바, 베라 아니시모바, 나탈리야 보치나와 함께 동메달을 획득했다.
4년 후에 그녀는 모스크바 올림픽에 복귀하여 1600m 계주에서 자신의 동료 팀 타티야나 고이시치크, 니나 주시코바, 이리나 나자로바와 함께 금메달을 획득했다.

## 참조
- Sports Reference[깨진 링크(과거 내용 찾기)]